# Amastus vitripennis
Amastus vitripennis là một loài bướm đêm thuộc phân họ Arctiinae, họ Erebidae.